# Patagioenas nigrirostris
La paloma piquicorta, paloma de pico corto, paloma piquinegra  o  paloma zriste  (Patagioenas nigrirostris) 
es una especie de ave columbiforme de la familia Columbidae nativa de Belice, Colombia, Costa Rica, Guatemala, Honduras, México, Nicaragua y Panamá. Su hábitat consiste de bosque húmedo tropical y subtropical. No tiene subespecies reconocidas.